# John Rickman
Pour les articles homonymes, voir Rickman.
John Rickman, né le 10 avril 1891 à Dorking et mort le 1er juillet 1951 à Londres, est un psychiatre et psychanalyste britannique.

## Biographie
Seul enfant d'une famille quaker, Rickman a été sa vie durant un quaker pratiquant. Son père est mort quand John avait deux ans et sa mère ne s'est jamais remariée. Il fait ses études secondaires comme pensionnaire à Leighton Park, une école quaker située près de Reading, puis obtient une licence de sciences à King's College (Cambridge). Il fait des études de médecine et obtient en 1916 son diplôme au St Thomas' Hospital (Londres). Il étudie la psychiatrie à Cambridge, puis réalise une première analyse avec Sigmund Freud, à Vienne, entre 1919 et 1922; une deuxième avec Sandor Ferenczi, à Budapest, en 1928; et, enfin, une troisième avec Melanie Klein, à Londres, entre 1934 et 1941, de manière intermittente. Pour sa part, il a été le training analyst de Wilfried Bion à partir de 1938.
Après son analyse avec Freud, de retour à Londres, il se joint à la Société britannique de psychanalyse, dont il devient membre associé en 1920, puis membre titulaire (full member) en 1922 ainsi que membre du comité de formation. Il est rédacteur en chef du British Journal of Medical Psychology durant quatorze ans et dirige une collection de psychanalyse : « Psychoanalytical Epitome Series »
Lorsque la Première Guerre mondiale éclata, Rickman se fit porter objecteur de conscience et s'est refusé de s'enrôler. Mais en 1916, il devint membre des Amis du service de secours aux victimes de la guerre (Friends’ War Victims Relief Service). A ce titre, il se rendit à la Samara Oblast, province extrêmement pauvre et démunie où le Tzar gardait encore son pouvoir après 1917. Là, il apprit à des paysannes à soigner des malades atteints le typhus et il fit des observations anthropologiques sur la vie des villageois. Il y rencontra également Lydia Cooper Lewis, assistante sociale nord-américaine, militante comme lui. Ils se marièrent rapidement et durent peu après fuir, lorsque les bolcheviks s'approchèrent de la région, à travers un voyage long, lent et périlleux qui les amena à Vladivostok. De retour en Angleterre, Rickman travailla comme psychiatre militaire au  Fulbourn Hospital, à Cambridge. Là, il fit la connaissance de W. H. R. Rivers, médecin et anthropologue qui soignait des soldats souffrant de traumatismes de guerre. Rivers conseilla Rickman de se rendre à Vienne et d'entamer une analyse avec Sigmund Freud, ce qu'il fit dès l'année suivante.
Il est mobilisé comme médecin militaire durant la Seconde Guerre mondiale, dans le Royal Army Medical Corps. En tant que tel, il a été chef de service du Wharncliffe Hospital, près de Sheffield. Son travail, entièrement d'inspiration psychanalytique, attira l'attention de nombreux médecins et psychologues militaires. C'est à ce titre que vint le rejoindre. Issu de leur travail commun, Bion rédigea le Wharncliffe Memorandum, dont malheureusement aucune copie ne reste. Ce document comporta quelques-unes des idées majeures du mouvement des communautés thérapeutiques. Nommé major, en juillet 1942, Rickman a été affecté au Northfield Military Hospital près de Birmingham. Ici encore ses méthodes attirèrent l'attention et Bion décida de l'y suivre et obtint son transfert dans ce service en septembre de la même année. Comme Wilfred Bion, l'une de ses fonctions consiste à sélectionner les officiers pour l'armée et à soigner les soldats réticents au combat ou traumatisés de guerre. Bien que leur expérience ne dura que six semaines, elle devint la pièce centrale de la gestion du personnel des services de santé mentale de Sa Majesté, dans l'ensemble des services publics et même dans des organisations privées.
Il rejoint le Groupe des Indépendants , au sein de la Société britannique de psychanalyse. Au sein de la Société, il s'est attaché au rapprochement entre celle-ci et la Tavistock Clinic. Rickman, ainsi que d'autres « psychiatres militaires », comme John Bowlby, considérés comme des véritables héros de guerre, ont joué un rôle déterminant dans Les Controverses Anna Freud-Melanie Klein (1941-1945). Favorables aux thèses de Melanie Klein, leurs choix politiques et psychanalytiques en faveur de la démocratisation de la Société britannique de psychanalyse mirent fin aux anciennes pratiques très hiérarchisées d'Edward Glover, qui visaient l'exclusion de Klein. Rickman a été l'éditeur du British Journal of Medical Psychology de 1935 à 1949 et président de la Société britannique de psychanalyse de 1947 à 1950. Il meurt d'une crise cardiaque en 1951, assis sous un arbre du Hyde Park, âgé seulement de 60 ans. En outre, ses engagements envers la justice sociale, l'égalité des sexes et la non-violence, marquèrent toutes ses activités.

## Publications
- The Development of the Psycho-Analytical Theory of the Psychosis, 1893-1926
- Index Psycho-Analyticus 1893-1926
- Selected Contributions to Psycho-analysis, International Psycho-Analytical Library